# Guyanastroom
De Guyanastroom is een zeestroom voor de kust van de Guyana's in de Atlantische Oceaan.
De zeestroom is een voortzetting van de Noord-Braziliëstroom, de noordelijke tak van de Zuidequatoriale stroom. Metcalf en Stalcup maken onderscheid tussen de delen van de zeestroom voor en na de Amazone-monding. Het eerste gedeelte noemen ze Noord-Braziliëstroom en het tweede gedeelte Guyanastroom. Men vermoedt dat er ook water afkomstig van de Atlantische Noordequatoriale stroom bijgemengd is in de Guyanastroom. 
De Guyanastroom gaat van oost naar west met een snelheid van 1 à 2 knopen en reikt aan de oppervlakte tot ongeveer  15-35 meter diepte. De kust van Suriname is meer oost-west gericht dan de kusten van Guyana en Frans-Guyana, waardoor de kust van Suriname ten opzichte van de Guyanastroom een bocht maakt en een groot deel van de kust scheef ligt ten opzichte van de hoofdstroming.
In het westen vervolgt de Guyanastroom als de Caraïbenstroom.